# Sithon mavortia
Sithon mavortia är en fjärilsart som beskrevs av William Chapman Hewitson 1869. Sithon mavortia ingår i släktet Sithon och familjen juvelvingar. Inga underarter finns listade i Catalogue of Life.